# Chey Chettha III
Chey Chettha III (1639-1673) là vua Chân Lạp giai đoạn tháng 10 năm 1672- tháng 5 năm 1673. Tên vương triều là Padumaraja II.

## Tiểu sử
Chey Chettha III là con trai của vua Ang Non (Padumaraja I),mẹ là công chúa Ang Na Kshatriyi (Devi Panya) con gái vua Chey Chettha II với Công nữ Ngọc Vạn. Ông là cháu họ và đồng thời là con rể của vị vua tiền nhiệm Barom Reachea VIII (Ang Sur) khi cưới con gái nhà vua là công chúa Ang Sri Dhita Kshatriyi năm 1671.
Tháng 12 năm tiếp sau đó (1672), Chey Chetta III giết cha vợ, vua Barom Reachea VIII.
Sau đó, Chey Chetta III ép công chúa Dav Kshatriyi (con của vua Ramathipadi I) thành vợ mình, Dav Kshatriyi lúc đó đã là vợ của người chú ruột là Ang Tan.
Ang Tan (Nặc Ông Tân) chạy sang cầu cứu chúa Nguyễn.
Nhưng ngay sau đó tháng 5 năm 1673, Chey Chetta III cũng bị giết trên giường ngủ bởi người Mã Lai thuộc phe của Nặc Ông Chân Ramathipadi I.
Ang Chea (Nặc Ông Đài), con trai đầu của vua Barom Reachea VIII lên ngôi sau đó.